# تیم ملی فوتبال نیجر
تیم ملی فوتبال نیجر نماینده کشور نیجر در مسابقات بین‌المللی و آفریقایی است که زیر نظر فدراسیون فوتبال نیجر فعالیت می‌کند.
اولین بازی رسمی این تیم در تاریخ ۱۱ آوریل ۱۹۶۳ میلادی در برابر تیم ملی فوتبال نیجریه برگزار شده‌است.